# Jorge de Figueiredo Correia
Jorge de Figueiredo Correia foi um fidalgo português a quem foi doada a Capitania de Ilhéus em 26 de junho de 1534, o fidalgo porém nunca foi à região que recebeu do rei D. João III (sentido norte-sul: Itaparica a Comandatuba, sentido leste-oeste: Ilhéus a Brasília). Enviou para administrar o território, o capitão-mor Francisco Romero. O capitão-mor enviado logo criou uma das primeiras vilas da história do Brasil: a vila de São Jorge dos Ilhéus, que posteriormente se tornou em cidade de Ilhéus.